# Gymnobela filifera
Gymnobela filifera é uma espécie de gastrópode do gênero Gymnobela, pertencente a família Raphitomidae.